# جاذبية الكم الظاهرية
جاذبية الكم الظاهرية هي مجال البحث الذي يتعامل مع ظواهر الجاذبية الكمية . تنبع أهمية هذا المجال البحثي من حقيقة أن أيا من النظريات المرشحة للجاذبية الكمومية لم تسفر عن تنبؤات قابلة للاختبار تجريبيا. تم تصميم النماذج الظاهرية لسد هذه الفجوة من خلال السماح للفيزيائيين باختبار الخصائص العامة التي تمتلكها النظرية الصحيحة الافتراضية للجاذبية الكمومية. علاوة على ذلك ، بسبب هذا النقص الحالي في التجارب ، من غير المعروف على وجه اليقين أن الجاذبية هي في الواقع كمومية (أي أنه يمكن تحديد النسبية العامة ، بمعنى جعلها كمومية ) ، وبالتالي فإن الأدلة مطلوبة لإثبات حالة كمومية النظرية النسبية. النماذج الظاهرية ضرورية أيضًا لتقييم تجارب قد تجرى على الجاذبية الكمومية في المستقبل.
تتطلب التجارب المباشرة للجاذبية الكمومية (ربما عن طريق الكشف عن الجرافيتونات [جسيمات تنقل الثقالة]) الوصول إلى طاقة بلانك - في حدود 10 28 إلكترون فولت ، أي بمقدار حوالي أس 15 أعلى من طاقة مسرعات الجسيمات الحالية - بالإضافة إلى الحاجة إلى كاشف بحجم كوكب كبير. نتيجة لذلك ، كان يُعتقد منذ فترة طويلة أن التحقيق التجريبي للجاذبية الكمومية مستحيل مع المستويات الحالية للتكنولوجيا.
ومع ذلك ، في أوائل القرن الحادي والعشرين ، ظهرت تصاميم وتقنيات تجارب جديدة تشير إلى أن الأساليب غير المباشرة لاختبار الجاذبية الكمومية قد تكون مجدية خلال العقود القليلة القادمة.

## أنظر أيضا
- علم الظواهر (فيزياء)
- الجاذبية الكمومية